# Callulina dawida
Callulina dawida е вид жаба от семейство Brevicipitidae. Видът е критично застрашен от изчезване.

## Разпространение
Разпространен е в Кения.